# Самюель Волліс
Самюел Волліс (англ. Samuel Wallis; 23 квітня 1728, Камелфорд, Англія - 21 січня 1795, Лондон, Англія) — британський мореплавець, який здійснив навколосвітнє плавання на кораблі «HMS Dolphin» .
Самюел Волліс народився в місті Камелфорд в графстві Корнуолл. У 1766 році він отримав під своє командування корабель «HMS Dolphin» для здійснення навколосвітнього плавання. Плавання мало відбутися в супроводі шлюпа «HMS Swallow» під командуванням  Філіпа Картерет, але при проході протоки Магеллана кораблі втратили одне одного. Проте, капітан Волліс продовжив шлях, у червні 1767 року він досяг островів Таїті, назвавши їх на честь короля Георга III. Незабаром Волліс досяг голландської Батавії, де багато хто з команди померли від дизентерії. Потім через мис Доброї Надії повернувся в Англію в травні 1768 року .
Волліс повідомив багато корисної інформації Джеймсу Куку, і незабаром відпливає в Тихий океан. Частина команди «Дельфіна» вирушила в плавання з Джеймсом Куком. У 1780 Волліс був призначений Спеціальним уповноваженим Адміралтейства .

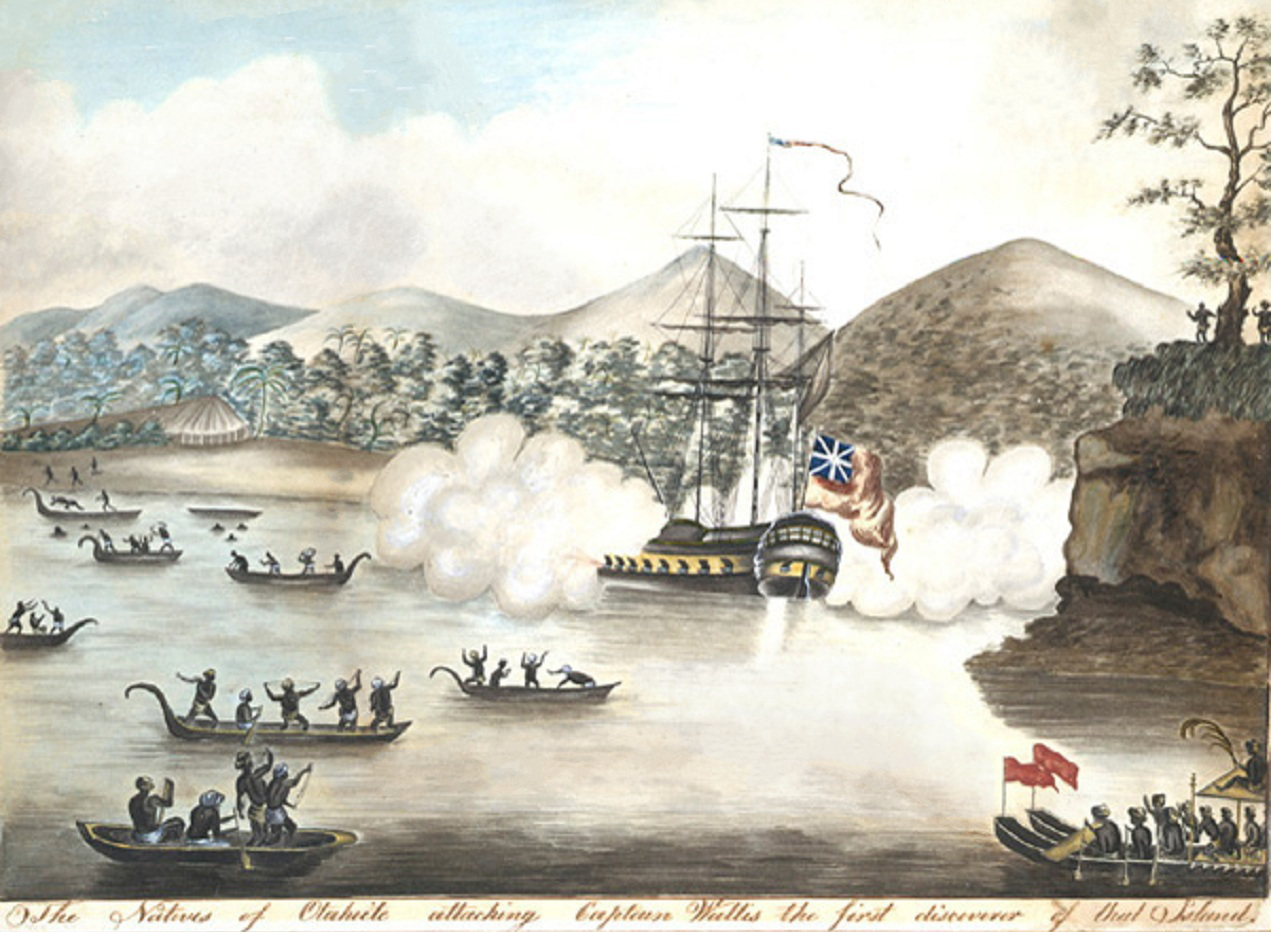
Кораблі Волліса у Тихому Океані

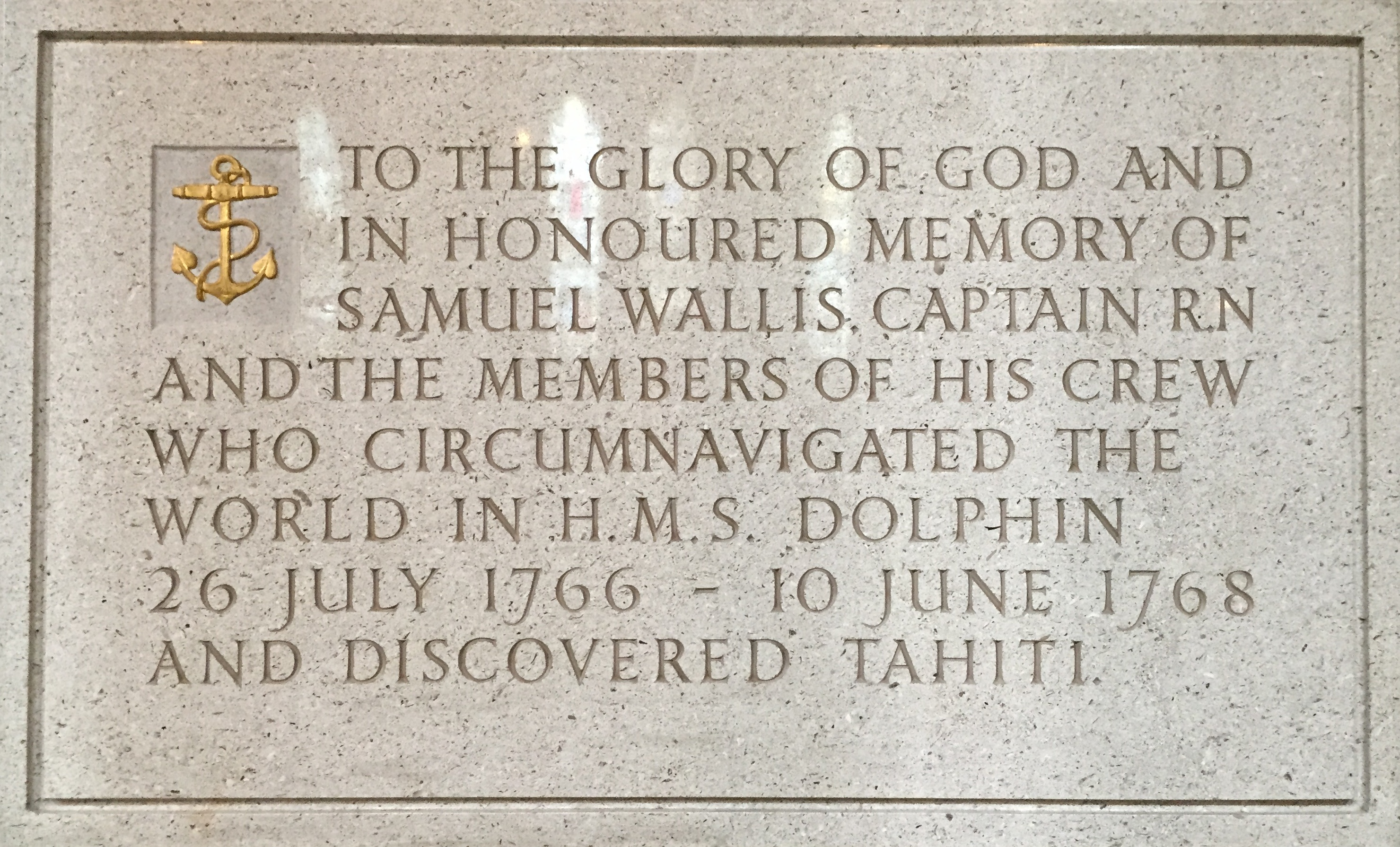
Меморіал Самюелем Воллісу і його екіпажу в Соборі Труро

Полінезійський архіпелаг Волліс, який є частиною заморської громади Франції Волліс і Футуна, названий на честь Самюеля Волліса .